# Melospiza
Melospiza – rodzaj ptaków z rodziny pasówek (Passerellidae).

## Występowanie
Rodzaj obejmuje gatunki występujące w Ameryce Północnej.

## Morfologia
Długość ciała 11,5–17 cm, masa ciała 11,9–53 g.

## Systematyka

### Etymologia
Nazwa rodzajowa jest połączeniem słów z języka greckiego: μελος melos – „śpiew, melodia” oraz σπιζα spiza – „zięba” (σπιζω spizō – „ćwierkać”).

### Podział systematyczny
Do rodzaju należą następujące gatunki:
- Melospiza melodia (A. Wilson, 1810) – szarobrewka śpiewna
- Melospiza lincolnii (Audubon, 1834) – szarobrewka płowa
- Melospiza georgiana (Latham, 1790) – szarobrewka bagienna